# 艮卦

艮卦

艮卦，簡稱艮，為八卦的其中一卦，畫做☶，代表山。同時為六十四卦之中的第五十二卦，上下卦都是八卦之中的艮卦，就是☶，都是代表山，所以艮卦就畫成䷳。為方便記住卦象，有個名叫艮為山。

## 卦辭
艮其背，不獲其身，行其庭，不見其人，無咎。
彖曰：艮，止也。 時止則止，時行則行，動靜不失其時，其道光明。 艮其止，止其所也。 上下敵應，不相與也。 是以不獲其身，行其庭不見其人，無咎也。
象曰：兼山，艮；君子以思不出其位。

## 爻辭
初六：艮其趾，無咎，利永貞。
六二：艮其腓，不拯其隨，其心不快。
九三：艮其限，列其夤，厲薰心。
六四：艮其身，無咎。
六五：艮其輔，言有序，悔亡。
上九：敦艮，吉。